# 天主教圣若瑟德安蒂克教区
天主教圣若瑟德安蒂克教区（拉丁語：Dioecesis Sancti Iosephi de Antiquonia）是菲律賓一個羅馬天主教教區，屬天主教哈罗总教区。
教區位於安蒂克省。2004年有教友358,010人、24個堂區、38名司鐸。現任教區主教為馬爾維恩·A·馬塞。
1962年3月24日設自治監督區。 1987年3月30日升為教區。